# Anund Finvidsson (Stallare)
Anund Finvidsson var en svensk riddare, svenskt riksråd och riksmarsk, senast nämnd levande 5 februari 1347, och nämnd 22 oktober 1347 som redan bortgången. Son till Finvid Ragnesson (Stallare). Han var gift med Gunhild Hemmingsdotter (Lejonansikte, Hemming Ödgislessons ätt) i hennes andra gifte.
1 augusti 1340 omnämnd som marsk.
13 december 1344 omnämnd som riddare.